# Loxogenoides bicolor
Loxogenoides bicolor är en plattmaskart. Loxogenoides bicolor ingår i släktet Loxogenoides och familjen Lecithodendriidae. Inga underarter finns listade i Catalogue of Life.